# 270
270. је била проста година.

## Догађаји
- Флавије Антиохијан и Вирије Орфит - конзули

- Цар Клаудије II Готски води дуготрајну кампању против Гота на Балкану, са неуспесима на обе стране. На крају, многи Готи умиру од куге, а други се апсорбују у римске легије.
- Краљица Зенобија са својим сином преузима контролу над римском Арабијом и Египтом.
- Клаудије умире од куге у Сирмијуму док се спрема за борбу против Вандала и Сармата, који су напали Панонију. Наслеђује га брат Квинтил, који кратко држи власт над Римским царством.
- Викторин опседа и пљачка град Отон, који је изјавио верност Клаудију.
- Луције Домиције Аурелијан, командант коњице који се истакао претходне године у Бици код Наиса (Србија), узурпира власт у Сирмијуму и креће против Квинтила у Аквилеји.
- Седамнаестог дана његове владавине, Квинтила убијају војници. Све легије су прогласиле Аурелијана за цара.
- Војске Трачана и Вандала из Тракије и Македоније продиру у Италију.  Аурелијан је победио Алемане код Милана.
- Аурелије спречава упад Јотунга у Рецију, побеђујући их док су покушавали да поново пређу Дунав.
- Фан Сјунг, познат и као Фам Хунг, долази на власт у Чампи и напада територију Тонкин коју су окупирали Кинези.
- Сеочон постаје владар корејског краљевства Когурјео.
- Краљевство Аксум (данашња Етиопија) почиње да кује сопствене златнике како би олакшало међународну трговину, пратећи модел римског новца.
- Антоније Велики, хришћански светац из Египта, сматран „Оцем свих монаха“, одлази у дивљину да би постао аскета.
- Епископ Антиохије Павле Самосатски. Уживао је покровитељство Зенобије. Аурелијан, победивши Зенобију, свргнуо је Павла на захтев римских хришћана.
- Изум компаса у Кини.

## Рођења
- Свети Никола Мирликијски, хришћански светитељ

## Смрти
- Википедија:Непознат датум — Клаудије II - Римски цар који је владао римом мало мање од две године.